# Liste der Fahnenträger der komorischen Mannschaften bei Olympischen Spielen
Die Liste der Fahnenträger der komorischen Mannschaften bei Olympischen Spielen listet chronologisch alle Fahnenträger komorischer Mannschaften bei den Eröffnungs- (EF) und Abschlussfeiern (AF) Olympischer Spiele auf.

## Liste der Fahnenträger
| Mannschaft             | Veranstaltung | Fahnenträger (EF)      | Fahnenträger (AF)       |
| ---------------------- | ------------- | ---------------------- | ----------------------- |
| 1996 in Atlanta        | Sommerspiele  | (O) Faissoil Ben Daoud |                         |
| 2000 in Sydney         | Sommerspiele  | (O) Shareef Mohammed   |                         |
| 2004 in Athen          | Sommerspiele  | Hadhari Djaffar        | Salhate Djamalidine     |
| 2008 in Peking         | Sommerspiele  | Feta Ahamada           | Youssouf Mhadjou        |
| 2012 in London         | Sommerspiele  | Feta Ahamada           | Maoulida Daroueche      |
| 2016 in Rio de Janeiro | Sommerspiele  | Nazlati Mohamed        | Soule Soilihi Athoumane |
| 2020 in Tokio          | Sommerspiele  | Amed Elna              | Fadane Hamadi           |
| 2020 in Tokio          | Sommerspiele  | Fadane Hamadi          | Fadane Hamadi           |
| 2024 in Paris          | Sommerspiele  | Maesha Saadi           | Maesha Saadi            |
| 2024 in Paris          | Sommerspiele  | Hachim Maaroufou       | Hachim Maaroufou        |

Anmerkung: (EF) = Eröffnungsfeier, (AF) = Abschlussfeier, (O) = Offizieller

## Statistik
| Rang    | Sportart       | EF | AF | ∑  |
| ------- | -------------- | -- | -- | -- |
| 1       | Leichtathletik | 6  | 5  | 11 |
| 2       | Schwimmen      | 2  | 2  | 4  |
| 3       | Offizieller    | 2  | 0  | 2  |
| Gesamt: | Gesamt:        | 10 | 7  | 17 |

| Rang                   | Sportart | EF | AF | ∑ |
| ---------------------- | -------- | -- | -- | - |
| bisher keine Teilnahme |          |    |    |   |
| Gesamt:                | Gesamt:  | 0  | 0  | 0 |

| Rang    | Sportart       | EF | AF | ∑  |
| ------- | -------------- | -- | -- | -- |
| 1       | Leichtathletik | 6  | 5  | 11 |
| 2       | Schwimmen      | 2  | 2  | 4  |
| 3       | Offizieller    | 2  | 0  | 2  |
| Gesamt: | Gesamt:        | 10 | 7  | 17 |